# Банкути, Жольт
Жольт Банкути (венг. Bánkuti Zsolt, р.18 апреля 1976) — венгерский борец вольного стиля, чемпион Европы.

## Биография
Родился в 1976 году. В 1995 году занял 21-е место на чемпионате Европы. В 1997 году занял 14-е место на чемпионате Европы, и 27-е — на чемпионате мира. В 1998 году занял 14-е место на чемпионате Европы, и 11-е — на чемпионате мира. В 1999 году занял 10-е место на чемпионате Европы, и 10-е — на чемпионате мира. В 2000 году занял 6-е место на чемпионате Европы. В 2001 году стал чемпионом Европы, и занял 12-е место на чемпионате мира. В 2003 году занял 14-е место на чемпионате Европы, и 24-е — на чемпионате мира. В 2004 году занял 15-е место на чемпионате Европы. В 2005 году занял 11-е место на чемпионате мира.